# Хун Чэнчжоу
Хун Чэнчжоу, второе имя — Яньян, прозвище — Хэнцзю (洪承疇; 16 октября 1593 — 3 апреля 1665) — китайский военный и государственный деятель, служивший династиям Мин и Цин.

## Биография
Родился 16 октября 1593 года в деревне Ляншань города Инду, провинция Фузцянь. Получив должность цзиньши (進士; успешный кандидат) на императорском экзамене в 1616 году во время правления императора Ваньли, он поступил на государственную службу Минской империи и служил чиновником в провинции Шэньси. Во время правления императора Чунчжэня (1627—1644) он был назначен военным министром и вице-королём Суляо (薊遼; территория, включавшая части современных Шаньдуна, Хэбэя и Тяньцзиня). В 1642 году он сдался и перешёл на сторону маньчжурской империи Цин после своего поражения в битве при Сунджине. Он стал одним из ведущих ханьских китайских учёных-политиков Империи Цин. Находясь у власти, он призывал маньчжурских правителей перенять ханьскую китайскую культуру и давал советы правительству Цин о том, как укрепить его контроль над бывшими территориями павшей Империи Мин. Кроме Доргоня и Фань Вэньчэна (范文程), Хун Чэнчжоу считался одним из самых влиятельных политиков ранней династии Цин. Тем не менее, китайцы-ханьцы также ненавидели за его переход на службу Цинской империи и за подавление династии Южный Мин (недолговечное государство, образованное остатками павшей Империи Мин).

## Служба при Империи Мин
Хун Чэнчжоу начал свою карьеру в Минской империи, возглавив военные кампании против повстанцев в 1620-х годах. Как Юань Чунхуань, Сюй Гуанци, Сунь Юаньхуа и другие генералы Мин, он также был ведущим военным стратегом и сторонником принятия на вооружение армий Мин европейских пушек. Он занимал пост губернатора провинций Шэньси и Саньбянь и отвечал за противодействие повстанческим силам во главе с Ли Цзычэном. Он победил Ли Цзычэна в битве при Тунгуань Наньюань в 1638 году, после чего Ли бежал всего с 18 людьми. После этой битвы его перевели на северную границу, чтобы противостоять захватчикам из маньчжурской империи Цин.

## Битва заШаньхайгуаньский проход
Набеги Цин на территорию Мин принесли им сокровища, еду и скот, но логистические трудности на окольном маршруте вторжения через пустыни Внутренней Монголии (чтобы обойти минские гарнизоны Шанхайгуаньского перевала, Нинюаня и Цзиньчжоу вдоль побережья Бохайского залива) заставили силам Цин было трудно удержать свои территориальные завоевания.
Коридор Шанхайгуаньского перевала оставался лучшим маршрутом вторжения для войск Цин, и поэтому императору Цин Хуантайцзи было необходимо уничтожить эти крепости Мин, первой из которых был Цзиньчжоу. Чтобы спасти жизненно важную крепость, императорский двор Мин послал армию численностью более 130 000 человек под командованием Хун Чэнчжоу, чтобы снять осаду. К сожалению, в серии стычек силы Цин разгромили армию Мин. Сначала кавалерия Цин совершила набег на зернохранилище Мин в тылу, а когда армия Мин отступила после того, как у неё закончилась еда, Хуантайцзи устроил засаду на путях отступления армии Мин и ночью уничтожил отступающих солдат Мин.
Хун Чэнчжоу сдался режиму Цин в 1642 году после того, как попал в плен в битве при Сунчжине. До своей капитуляции он был генерал-губернатором северо-восточных Чжили и Ляодуна. Он пытался помочь минскому генералу Цзу Дашоу, осаждённому в городе Цзиньчжоу. Ложное сообщение о его смерти дошло до правителя династии Мин, императора Чунчжэня, который приказал построить храм в его честь.
Захват Хун Чэнчжоу стал третьей большой катастрофой для армии Мин после казни Юань Чунхуаня и перехода Гэн Чжунмина и Шан Кэси на сторону сил Цин (что также привело к казни Сунь Юаньхуа как козла отпущения).

## Служба династии Цин
После капитуляции Хун Чэнчжоу стал официальным лицом только после того, как силы Цин заняли Пекин, столицу Минской империи. В 1645 году Хун Чэнчжоу был отправлен в Нанкин с титулом Умиротворителя Цзяннани. Его настоящая роль в армии заключалась в доставке припасов, тем не менее он подавил многих чиновников Мин и членов императорской семьи Южного Мина (недолговечного государства, образованного остатками павшей Империи Мин).
Хун Чэнчжоу несколько раз обвинялся в тайных связях с остатками династии Мин. В 1651 году его отчитали за то, что он отправил свою мать обратно в Фуцзянь, а в 1652 году ему не разрешили вернуться в Фуцзянь, чтобы оплакивать смерть своей матери. Хотя он был назначен генерал-губернатором пяти провинций Хугуан, Гуандун, Гуанси, Юньнань и Гуйчжоу, его реальной задачей снова было обеспечение армии Цин.
В 1659 году он был отозван в Пекин после того, как отказался начать войну в Юньнани с целью захватить последнего южно-минского императора Юнли, бежавшего в Бирму. У Саньгуй, который ранее был одним из лейтенантов Хун Чэнчжоу и командиром гарнизона Мин в Нинюане, было приказано заменить Хун Чэнчжоу, чтобы продолжить атаку на силы Южного Мин.
Хун Чэнчжоу получил второстепенное наследственное звание, возможно, из-за недоверия со стороны некоторых кругов императорского двора Цин, которые подозревали его в симпатиях к остаткам династии Мин.
Хун Чэнхоу был переведён непосредственно в Жёлтое знамя с маньчжурской каймой через восемь лет после того, как он был помещён в Восемь знамён. Он умер вскоре после того, как попросил разрешения выйти на пенсию из-за старости и почти полной слепоты. Он умер естественной смертью в Наньане, провинция Фуцзянь, в 1665 году. Местонахождение его могилы неизвестно.